# 小行星7183
小行星7183（英語：7183）是一颗围绕太阳公转的小行星。1991年9月15日，亨利·E·霍爾特在帕洛马山发现了此天体。
这颗小行星的绝对星等为51.71173等。